# 普魯士的弗蕾德里克·夏洛特公主
普魯士的弗蕾德里克·夏洛特（德語：Friederike Charlotte Ulrike Katharina von Preußen，1767年5月7日—1820年8月6日），約克和奧爾巴尼公爵夫人，普魯士國王腓特烈·威廉二世的長女。

## 家庭
1791年，弗蕾德里克·夏洛特與英国国王喬治三世的次子腓特烈王子結婚。因为乔治三世的长子威尔士亲王乔治已经与玛丽亚·菲茨赫伯特秘密结婚，弗蕾德里克·夏洛特被寄予为不列颠王室传宗接代的希望。威尔士亲王乔治见二弟娶了公主，以为王室后继有人，愈发认为自己不必联姻。她刚过门时在伦敦很受欢迎，但很快与丈夫关系破裂并分居，因而无望诞下子女。威尔士亲王乔治因而也同意重启婚姻谈判。